# Bandiharlapur, Koppal
Bandiharlapur là một làng thuộc tehsil Koppal, huyện Koppal, bang Karnataka, Ấn Độ.